# Quick ratio
De quick ratio is een kengetal om de financiële toestand en specifiek de liquiditeit  van een bedrijf te meten. Het geeft de mate aan waarin de verschaffers van de vlottende schulden uit de vlottende activa kunnen worden betaald. Hier worden alleen de voorraden, in tegenstelling tot de current ratio, niet meegerekend. Deze kunnen vaak niet in zijn geheel worden verkocht, omdat daarmee de continuïteit van de onderneming in gevaar komt. Bovendien is het niet uit te sluiten, dat bij gedwongen verkoop van de voorraden het niet is uit te sluiten dat er verlies van waarde optreedt. De quick ratio wordt met de volgende formule berekend:
{\displaystyle {\mbox{quick ratio}}={\frac {\mbox{vlottende activa - voorraden}}{\mbox{vlottende schulden}}}={\frac {\mbox{debiteuren + liquide middelen}}{\mbox{kort vreemd vermogen}}}}

Vlottende schulden en kort vreemd vermogen zijn synoniem. Een gezonde waarde is 1 of hoger. Wel moet er rekening gehouden worden met de betalingstermijnen. Als die van debiteuren langer is dan crediteuren kan men bij een waarde van 1 toch in gevaar komen. Een bezwaar van de quick ratio is dat deze moet worden berekend met behulp van de balans die op zijn vroegst een aantal weken na balansdatum wordt gepubliceerd. De informatie is dan al enigszins verouderd. Het is ook een momentopname, een kortlopende schuld die kort na de balansdatum wordt aangegaan, blijkt er niet uit. 